# Soufiane Kaddouri
Soufiane Kaddouri né le 11 juillet 1991 à Bois-le-Duc aux Pays-Bas est un kick-boxeur néerlando-marocain de poids welters.
En 2015, il signe son premier contrat professionnel dans l'organisation Enfusion.

## Carrière
En 2019, Soufiane Kaddouri remporte le titre du champion du monde -63kg en Enfusion.